# Гулиелмос Фонданас
Гулиелмос Фонданас (на гръцки: Γουλιέλμος Φοντάνας) е гръцки дипломат, консул на Гърция на Балканите, в Близкия Изток и Русия.
Докладите му, докато е консул в Битоля от март 1889 година до август 1890 г.), са ценен извор за националните борби в Югозападна Македония между българщината, елинизма и румънизма.

## Биография
Фонданас започва дипломатическа служба в 1865 година като стажант. Служи като секретар в посолството в Цариград от 1869 година и в консулството в Бейрут от 1877 година. След това е консул в Порт Саид (Османски Египет) от 1882 година, в Галац (Румъния) от 1884 година и в Таганрог (Руската империя) от 1888 година.
В 1889 година е назначен за консул в Битоля. Опитва се да стабилизира елинизма сред българското и влашкото население. По нареждане на външния министър Стефанос Драгумис обикаля Битолския вилает и пише доклади за позициите на елинизма и за мерките, които трябва да се вземат. В докладите му има описание на пътната мрежа на Битолско, етническото самосъзнание на населението, действията на румънската пропаганда сред влашкото население, състоянието на гръцкото образование, конфликтите, които спъват развитието на гръцките общини. Посещава Крушево, Корча, Костур, Хрупища, Клисура, Писодер, Лерин и Охрид.
В началото на януари 1891 година пристига като консул в Ларнака (Британски Кипър). Вестник „Алития“ пише по повод назначението му, че той се отличава с големи умения и патриотизъм. В Кипър развива дейност за засилване на гръцкото образовавие и допринася много за основаването на девическа гимназия. През април 1892 година е извикан във външното министерство и в Кипър е заместен от Георгиос Мавроидис.
През септември 1892 година е назначен в Бейрут, става генерален консул в 1895 година. После е консул в Пловдив от 1899 година и в Одрин от 1904 г. В 1907 година става генерален консул в Цетине (Черна гора), където остава до края на 1907 година, когато е призован в централната администрация на външното министерство. В 1910 година е назначен за консул в Одеса (Руската империя).